# Emdjez Edchich
Emdjez Edchich (în arabă مجاز الدشيش) este o comună din provincia Skikda, Algeria.
Populația comunei este de 20.079 de locuitori (2008).